# Habronattus schlingeri
Habronattus schlingeri är en spindelart som först beskrevs av Griswold 1979.  Habronattus schlingeri ingår i släktet Habronattus och familjen hoppspindlar. Inga underarter finns listade i Catalogue of Life.